# Sisamnes

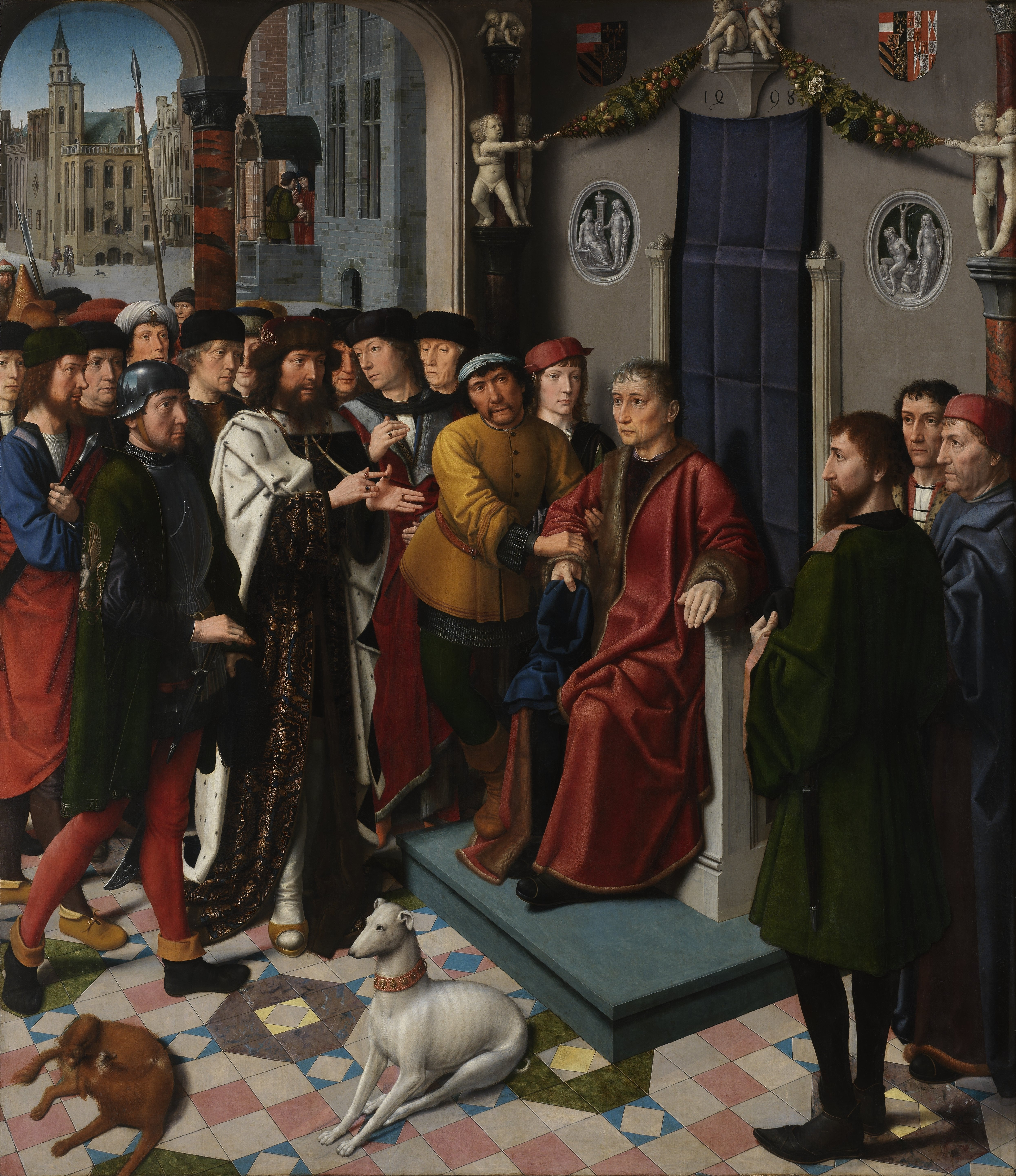
"Sisamnes bị bắt", được vẽ bởi Gerard David.

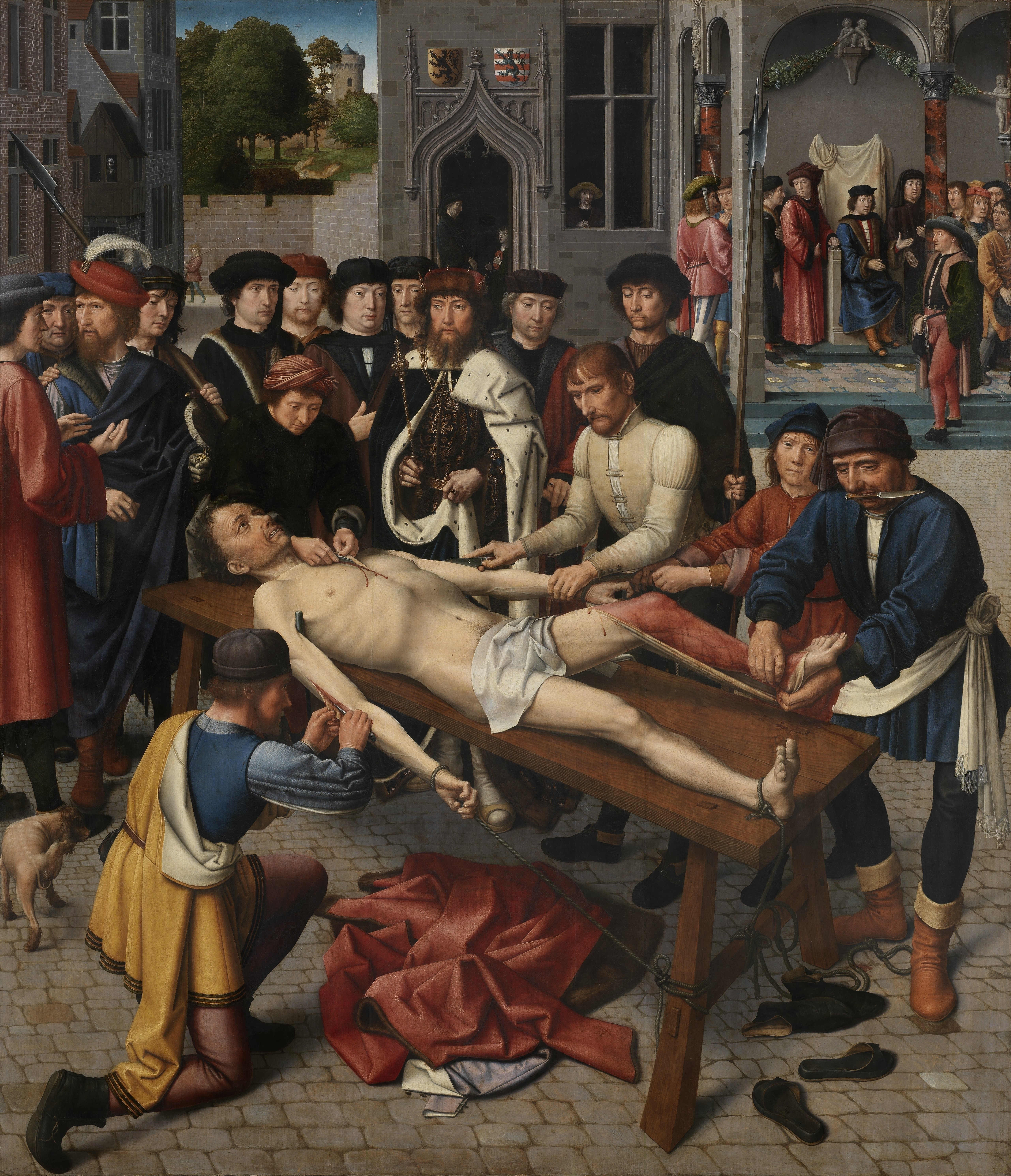
"Sisamnes bị lột da" của Gerard David.

Theo sử gia Hy Lạp Herodotus, Sisamnes là một vị quan tòa tham nhũng sống dưới thời vua Cambyses II của Ba Tư. Ông thường xuyên nhận hối lộ và phân xử không công minh. Khi bị nhà vua phát hiện, Sisamnes bị bắt và bị xử tử bằng cách lột da sống. Khi được Cambyses hỏi mong muốn được truyền chức quan tòa cho ai, Sisamnes nói rằng ông ta muốn con trai là Otanes lên kế nhiệm. Nhà vua đồng ý, tiến cử Otanes lên chức quan tòa thay cha. Tuy nhiên, sau khi Sisamnes chết, Cambyses liền cho bọc ghế ngồi bằng da của chính ông ta, tức Otanes phải ngồi lên chiếc ghế được bọc bằng da của chính cha mình khi xử án.
Điển tích về Sisamnes là chủ đề của hai bức tranh của Gerard David, "Sisamnes bị bắt giữ" và "Sisamnes bị lột da", được thực hiện vào năm 1498. Hai bức tranh tạo thành cặp tranh Phán quyết của Cambyses, được treo tại Tòa thị chính thành phố Bruges, Bỉ.

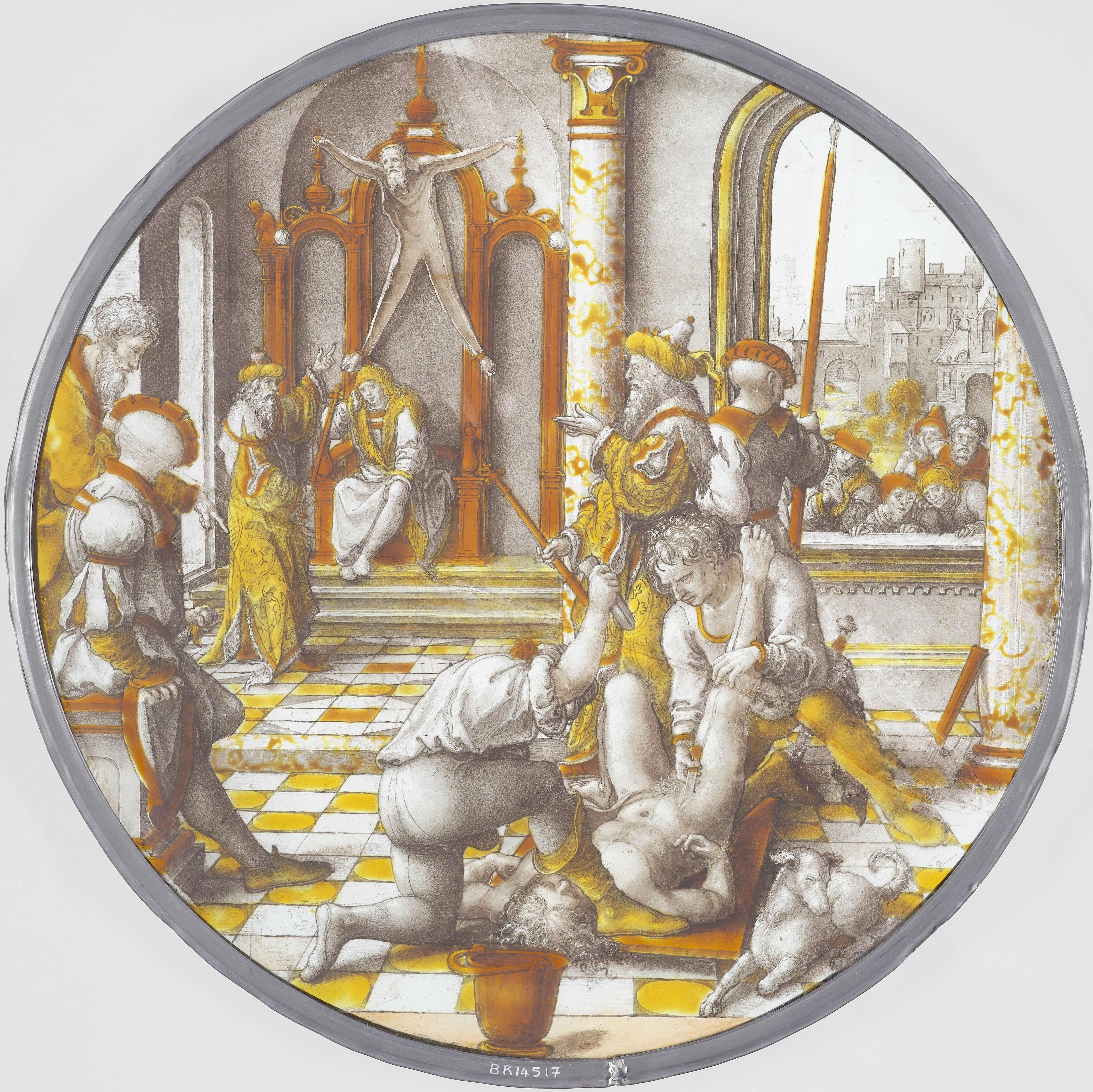
Phán quyết của Cambyses. Kính màu, bởi Dirk Vellert
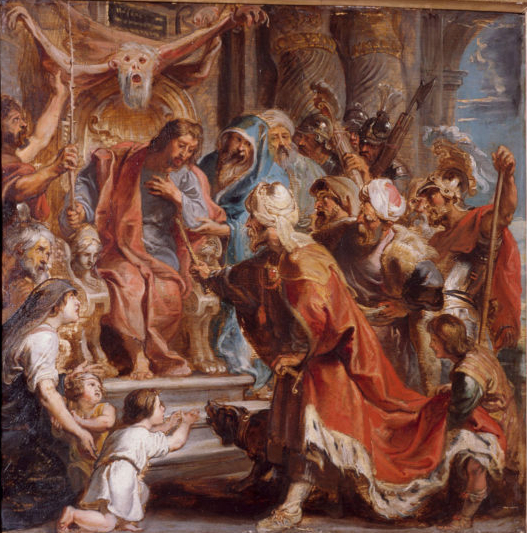
Cambyses II bổ nhiệm Otanes làm thẩm phán thay cho người cha thất bại của mình là Sisamnes, sau bức tranh của Peter Paul Rubens. Da của cha anh xuất hiện phía trên con Otanes đang ngồi.
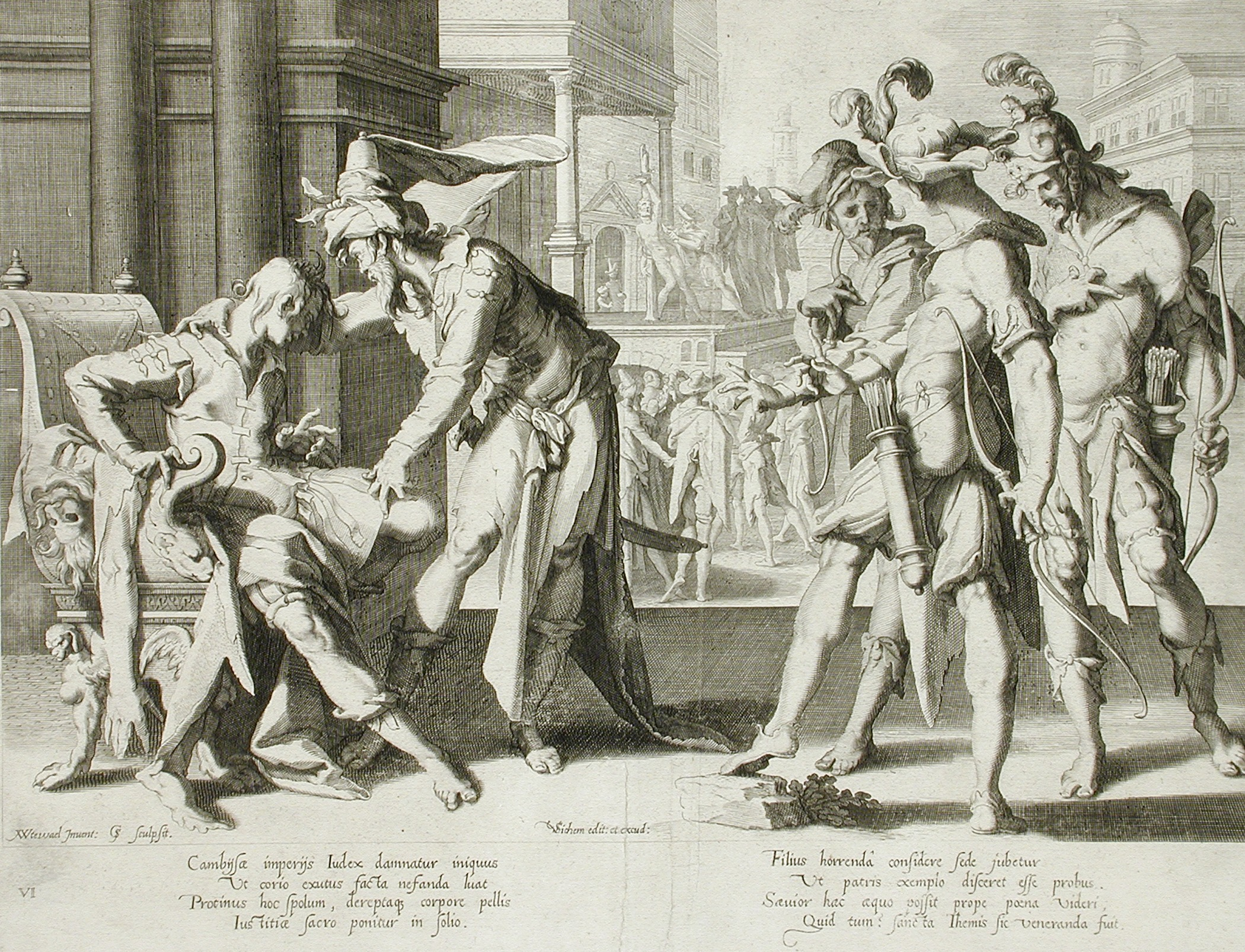
Otanes ngồi trên ghế của thẩm phán, trên da của cha mình, sau khi cha của anh ta bị lột (cảnh trung tâm).